# Rosa Colomer Artigas
Rosa Colomer Artigas (Barcelona, 5 de juny de 1966 - 22 d'octubre de 2013) era llicenciada en filologia catalana (1989) i màster en lingüística aplicada per la Universitat de Barcelona (1991). Va desenvolupar la seva activitat professional al TERMCAT. També va formar part de la comissió gestora de l'ACATERM. Del 2002 al desembre de 2012 fou directora del TERMCAT, on promogué noves metodologies de treball, de planificació estratègica i de gestió de la qualitat, i la col·laboració amb els especialistes dels diversos àmbits de coneixement, conscient de les necessitats terminològiques d'una societat dinàmica i canviant.